# Mush from the Wimp
"Mush from the Wimp" foi um título de piada no topo de um editorial do The Boston Globe que acidentalmente foi publicado em 1980.

## Título
Em 15 de março de 1980, o The Boston Globe publicou um editorial que começava:
Certamente é do interesse próprio de todos os americanos impor a si mesmos o tipo de autodisciplina econômica que o Presidente Carter repetidamente pediu ontem em seu sóbrio discurso à nação. Como disse o Presidente, a inflação, agora em taxas recordes, é um imposto cruel, que recai mais duramente sobre aqueles menos capazes de suportar o fardo.
O editorial não foi particularmente crítico a Carter, mas recebeu o título "Mush from the Wimp". O título foi corrigido para "All must share the burden" (em português:  "Todos devem compartilhar o fardo") durante a tiragem, mas somente depois que 161.000 cópias já haviam sido colocadas em circulação.

## Consequências
A frase foi criada pelo redator editorial do Globe Kirk Scharfenberg; em 1982, ele escreveu um artigo op-ed discutindo-a. Scharfenberg sentiu que o discurso de Carter era "insosso" e não o deixou "muito impressionado". "Eu quis dizer isso como uma piada interna e pensei que seria removido antes da publicação", explicou ele. "Apareceu em 161.000 cópias do Globe no dia seguinte." Scharfenberg também observou o uso de "wimp" (em português:  "covarde", "fracote") como um insulto político popular depois. Ele permaneceu no Globe até sua morte de câncer em 1992 aos 48 anos.
Um mês após a manchete ter sido publicada, Theo Lippman Jr. do The Baltimore Sun declarou que "Mush from the Wimp" estava "a caminho de se tornar uma das manchetes mais famosas do nosso tempo". Ele a colocou atrás de "Wall St. Lays an Egg" (Variety, 1929) e à frente de "Ford to City: Drop Dead" (New York Daily News, 1975).
A frase tornou-se tão conhecida que, em 1995, um editorial do Globe que criticava a Corrida de Iditarod por ceder à pressão dos ativistas dos direitos dos animais foi intitulado "More wimps from the mush".
O New York Post usou "Mush from the wimp", com créditos a Scharfenberg, como título de uma coluna de opinião publicada em 20 de junho de 2013, criticando o presidente Barack Obama após um discurso em Berlim.